# Weekly Shōnen Champion

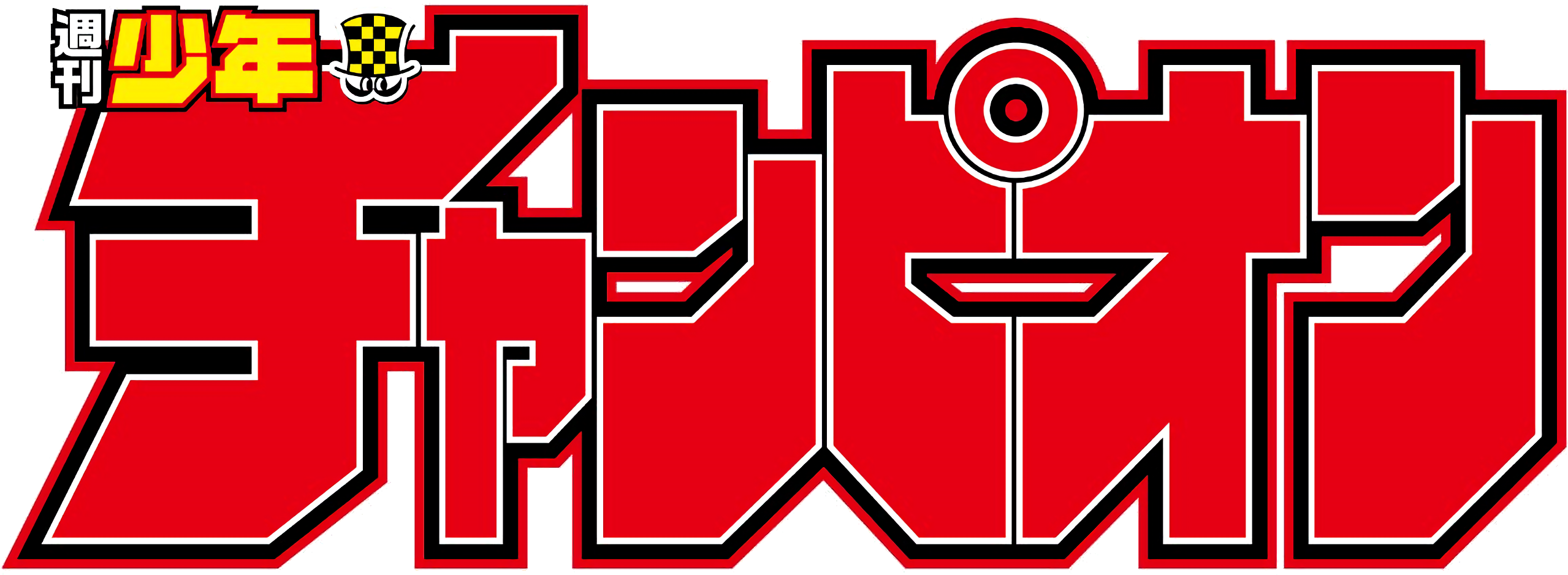
Logotipo da revista de mangá Weekly Shonen Champion.

Weekly Shonen Champion (週刊少年チャンピオン) é uma revista semanal de mangás do gênero shōnen, publicada pela editora Akita Shoten. Começou a ser publicada em 15 de julho de 1969. Ela teve várias séries populares criadas por artistas de mangá, como Osamu Tezuka, Go Nagai, Shinji Mizushima e Keisuke Itagaki. A revista é publicada toda quinta-feira.

## Mangás publicados
- 24 no Hitomi
- 750 Rider
- Aihoshi Modoki
- Alabaster
- ANGEL VOICE
- Apocalypse Zero
- Babel II
- Baki the Grappler
- Baron Gong Battle
- Beastars
- Bio-Meat: Nectar
- Black Jack
- Black Jack - Kuroi Ishi
- Chaosic Rune
- The Crater
- Cross Heart
- Cutie Honey
- Dai Koshien
- Dämons
- Dengeki Oshioki Musume Gōtaman
- Dokaben
- Dokaben Professional Baseball
- Dokaben Superstars
- Don Dracula
- Drill Enji
- Duke Goblin
- Eiken
- Eko Eko Azarak
- FULLAHEAD!COCO
- FULLAHEAD!COCO SIDE STORIES
- Gaki Deka
- Gamble Fish
- Ganso! Urayasu Tekkin Kazoku
- Gang Life
- GARAKUTA
- Get you magokorobin.
- Hae!BunBun
- Hanaukyo Maid Team
- Hanma Baki
- Hoshin no Bunga
- Hungry Heart: Wild Striker
- Ippon!
- Iron Wok Jan
- Kaze ga Gotoku
- Kensei Tsubame
- Kireru-kun
- Kyofu Shinbun
- Macaroni Houren-sou
- Maji!
- Meika-san wa Oshikorosenai
- Meitantei Mikeneko Holmes
- Microid S
- Midnight
- Minowadou-densetsu
- Mitsudomoe (ongoing)
- Muteki Kanban Musume
- Muteki Kanban Musume Napalm
- Mai-Hime
- Mai-Otome
- My My Mai
- Namba MG5
- Nanairo Inko
- Nanaka 6/17
- Nehan Hime Midoro
- No Bra
- Noodle Fighter Miki N!
- Omakase! Peace Denki-Ten
- The Original! Super Radical Gag Family
- Penguin Musume
- Ping Pong Dash!!
- Pound for Pound
- Prime Rose
- Punisher
- Rainbow Parakeet
- Ranpou
- Saikachi - Manatsu no Konchū Kakutōki
- Saint Seiya: Next Dimension (ongoing)
- Saint Seiya: The Lost Canvas
- Say Hello to Bookila!
- s-CRY-ed
- Seven of Seven
- Sho☆Ban
- Squid Girl
- Super Radical Gag Family
- Switch
- The Abashiri Family
- The Violence School Gag
- Tsubaki Nightclub
- Uda Uda Yatteru Hima wa Ne!
- Worst
- Yakeppachi no Maria
- Yowamushi Pedal (ongoing)